# Putejśka
Putejśka (ukr. Путейська) – przystanek kolejowy w pobliżu miejscowości Hrybiwka, w rejonie odeskim, w obwodzie odeskim, na Ukrainie.